# Béat II de La Tour-Châtillon de Zurlauben
Pour les articles homonymes, voir Zurlauben.
Béat II de la Tour-Châtillon de Zurlauben, fils de Conrad II de la Tour-Châtillon de Zurlauben, et frère aîné de Henri, remplit les hautes fonctions de l'administration à Zug.
En 1634, il fut, avec deux autres ambassadeurs, envoyé vers Louis XIII, pour exposer à ce prince les inquiétudes de la nation helvétique, dont la neutralité était menacée par le voisinage de l'armée suédoise. En 1653, il contribua, par la sagesse de ses conseils, à ramener les révoltés de Lucerne, et en 1637 il renouvela, au nom du canton de Zug, l'alliance avec celui du Valais. Les cantons catholiques le députèrent en 1644 vers les Grisons, pour apaiser les troubles qui s'étaient élevés parmi eux. En 1656, il pacifia les cantons de Glaris, de Zurich et de Berne. Les cantons catholiques lui ont donné les titres de Père de la patrie et de Colonne de la religion. Il a écrit de sa main l'histoire de ses ancêtres, ainsi que l'exposé des négociations qu'il avait conduites ou auxquelles il avait pris part. Il mourut à Zug le 2 mai 1663.

## Sources
- « Béat II de La Tour-Châtillon de Zurlauben », dans Louis-Gabriel Michaud, Biographie universelle ancienne et moderne : histoire par ordre alphabétique de la vie publique et privée de tous les hommes avec la collaboration de plus de 300 savants et littérateurs français ou étrangers, 2e édition, 1843-1865 [détail de l’édition]
- Kurt-Werner Meier, Die Zurlaubiana. Aarau 1981.